# كلير غرينوود
كلير غرينوود (بالإنجليزية: Clare Greenwood) هي دراجة بريطانية، ولدت في 17 أكتوبر 1958 في كارديف في المملكة المتحدة.

## وصلات خارجية
- كلير غرينوود على موقع أرشيف الدراجات (الإنجليزية)
- كلير غرينوود على موقع إحصائيات الدراجات الإحترافية (الإنجليزية)
- كلير غرينوود على موقع اتحاد ألعاب الكومنولث (مؤرشف) (الإنجليزية)